# 100년

## 연호
- 후한(後漢) 영원(永元) 12년

## 기년
- 후한(後漢) 화제(和帝) 12년
- 신라(新羅) 파사 이사금(婆娑泥師今) 21년
- 고구려(高句麗) 태조대왕(太祖大王) 48년
- 백제(百濟) 기루왕(己婁王) 24년

## 사건
- 음력 10월 - 신라의 서라벌에서 대지진이 일어났다. 이 지진으로 가옥이 쓰러지고 사망자가 발생했다.[1]

## 탄생
- 후한의 유학자 법진.
- 고대 그리스의 기독교 변증가 유스티노 순교자.
- 고대 그리스의 수학자 클라우디오스 프톨레마이오스.

## 사망
- 유대의 기독교 12사도 사도 요한.
- 고대 그리스의 철학자 티아나의 아폴로니오스.
- 고대 그리스의 정치가 플라비우스 요세푸스.
- 고대 로마의 수사학자 마르쿠스 파비우스 퀸틸리아누스
- 고대 유대 지방의 국왕 헤로데 아그리파 2세

1. ↑  삼국사기 제1신라본기 제1, 파사 이사금